# Rudolf Labus
Rudolf Labus (* 18. května 1948 Levoča) je bývalý československý reprezentant v silniční cyklistice. Začínal v týmu Jiskra Kežmarok, prošel Interem Bratislava pod vedením Kamila Haťapky a od roku 1968 jezdil za středisko vrcholového sportu Dukla Brno. Svoji subtilní postavu uplatnil především jako vrchař, jeho slabinou byla jízda ve velké skupině. Na mistrovství světa v silniční cyklistice v Brně v roce 1969 skončil v závodu jednotlivců s hromadným startem na 10. místě. Byl kapitánem československého družstva na Závodě míru, kde obsadil v roce 1971 celkové osmé místo. Vyhrál Grand Prix cycliste de L'Humanité 1969, Gran Premio della Liberazione 1970, Bohemia Tour 1970 a Settimana Ciclistica Lombarda 1971. Byl mistrem Československa v silničním závodě v roce 1970, vyhrál jednorázový závod Brno - Prostějov - Brno 1973 a 1976, na etapovém závodě Okolo Slovenska obsadil v roce 1973 a 1975 druhé místo, druhý byl také na závodě Praha - Karlovy Vary - Praha 1974. Reprezentoval ČSSR také na Tour de l'Avenir, Milk Race a Okolo Kuby. Po ukončení závodní kariéry až do odchodu do penze provozoval obchod s cyklistickými potřebami.